# Heo Kyung-hwan
Heo Kyung-hwan (hangul: 허경환, hanja= 許卿煥, RR= Heo Gyeong-hwan), es un comediante, presentador y actor surcoreano.

## Biografía
Es buen amigo del comediante Park Sung-kwang.

## Carrera
El 4 de febrero del 2016 firmó con la agencia Cube Entertainment (큐브 엔터테인먼트).

## Filmografía

### Programas de variedades
| Año                           | Programa                                  | Notas |
| ----------------------------- | ----------------------------------------- | --- |
| 2023                          | Boy Detective Kim Jiwoong                 | Ep. 1 - invitado |
| 2014, 2017 - 2020             | Running Man                               | (ep. #202-203, 339, 390-392, 477-478, 483-484, 490-491, 502) - invitado                                             |
| 2019, 2020                    | Happy Together Season 4                   | (ep. #617) - presentador invitado (ep. #611, 634) - invitado                                                        |
| 2019                          | Law of the Jungle in Lost Jungle & Island | (ep. #368-372) - miembro                                                                                            |
| 2019                          | Love Me Actually (Fool’s Romance)         | miembro |
| 2019                          | Going to the End: Luxury Wild House       | miembro |
| 2019                          | 4 Wheeled Restaurant Season 3 (U.S.A.)    | (ep. #1-12) - miembro                                                                                               |
| 2018 - 2019                   | Salty Tour                                | (ep. #28-78) - miembro (ep. #7-10, 14-17) - invitado                                                                |
| 2018                          | 4 Wheeled Restaurant Season 2 (China)     | (ep. #1-11) - miembro                                                                                               |
| 2018                          | Two Yoo Project Sugar Man                 | (ep. #Piloto) - presentador invitado                                                                                |
| 2018                          | Talkmon                                   | (ep. #5-6) |
| 2016 - 2019                   | Radio Star                                | (ep. #619) - presentador invitado (ep. #471, 528, 592) - invitado                                                   |
| 2017                          | Thinking About My Bias (Oppa Thinking)    | miembro |
| 2015 - 2017                   | Duet Song Festival                        | (ep. #2-8, 31-47) - miembro                                                                                         |
| 2016                          | King of Mask Singer                       | (ep. #91) - participó como "The Salvation Army" (ep. #49-52, 55-60) - panelista                                     |
| 2016                          | Battle Trip                               | (ep. #32) - junto a Park Sung-kwang                                                                                 |
| 2016                          | Law of the Jungle: New Caledonia          | (ep. #220-224) - miembro                                                                                            |
| 2016                          | With You Season 2                         | (ep. #37-77) - miembro - junto a Oh Na-mi                                                                           |
| 2015 - 2016                   | Real Men: Manly Men Special               | miembro |
| 2015, 2016                    | Please Take Care of My Refrigerator       | (ep. #12-13) - invitado (ep. #58-59, 62-63) - presentador especial                                                  |
| 2015, 2016                    | Same Bed, Different Dreams                | (ep. #4, 9, 47, 49) - panelista invitado                                                                            |
| 2015                          | Knowing Bros                              | (ep. #55) - invitado                                                                                                |
| 2015                          | Non-Summit (Abnormal Summit)              | (ep. #62) - invitado                                                                                                |
| 2015                          | Match Made in Heaven Returns              | participante |
| 2015                          | Dating Alone                              | (ep. #7-8) - cameo                                                                                                  |
| 2015                          | Star Golden Bell: Lunar New Year Revival  | [ 15 ] |
| 2012-2013, 2015, 2017-2018    | Hello Counselor                           | (ep. #90, 107, 143, 217, 330, 379) - invitado                                                                       |
| 2014                          | I Am a Man                                | co-presentador |
| 2012 - 2014                   | The Human Condition Season 1              | (ep. #1-58) - miembro (ep. #59-61) - invitado                                                                       |
| 2013                          | 2 Days & 1 Night                          | (ep. #146) - invitado                                                                                               |
| 2012 - 2013                   | Mamma Mia                                 | co-presentador - junto a Park Mi-sun y Lee Young-ja                                                                 |
| 2012                          | Immortal Songs: Singing the Legend        | (ep. #79) - cantante invitado                                                                                       |
| 2012                          | We Got Married                            | co-presentador |
| 2012                          | HOMME 4.0                                 | |
| 2011                          | Romantic Take Care                        | co-presentador |
| 2011                          | Infinite Girls                            | (ep. #175) |
| 2011                          | School Variety                            | (ep. #22) |
| 2011                          | Love Chaser                               | (ep. #25-26) |
| 2011                          | Hello Baby                                | (ep. #8) |
| 2010 - 2011                   | Sponge                                    | panelista |
| 2009 - 2011, 2014, 2016, 2018 | Happy Together Season 3                   | (ep. #117, 160, 182, 215, 373, 437, 525, 545) - invitado (ep. #226) - presentador de apoyo (ep. #357) - presentador |
| 2009                          | Invincible Youth Season 1                 | (ep. #10) - invitado especial                                                                                       |
| 2009                          | Crisis Escape No. 1                       | (ep. #240) - presentador invitado                                                                                   |
| 2009                          | Invincible Baseball Team                  | (ep. #8) |
| 2008 - 2009                   | Star Golden Bell                          | (ep. #189, 205, 229, 245, 257, 264)                                                                                 |
| 2007 - 2013                   | Gag Concert                               | miembro - "22nd Class"                                                                                              |
| 2006                          | M.net Shin's Tokking 18 Gold              | |

### Series de televisión
| Año  | Título              | Personaje                        | Notas   |
| ---- | ------------------- | -------------------------------- | ------- |
| 2016 | Lucky Romance       | Personal de "Game Office"        | ep. #1  |
| 2013 | The Queen of Office | Repartidor del restaurante chino | ep. #1  |
| 2009 | That Fool           | -                                |         |
| 2009 | Boys Over Flowers   | -                                | ep. #10 |

## Premios y nominaciones
| Año  | Categoría                          | Premio                       | Trabajo                     | Resultado |
| ---- | ---------------------------------- | ---------------------------- | --------------------------- | --------- |
| 2016 | Excellence Award in Variety (Male) | 16th MBC Entertainment Award | Real Men: Manly Men Special | Ganó      |
| 2012 | Excellence Award                   | KBS Entertainment Award      | -                           | Ganó      |
| 2009 | Best Newcomer Award                | KBS Entertainment Award      | -                           | Ganó      |